# Фредерік Трауготт Пурш
Фредерік Трауготт Пурш (англ. Frederick Traugott Pursh, 1774–1820) — німецько-американський ботанік.

## Життєпис
Він народився в Гроссенгайні в Саксонії і навчався в ботанічному саду міста Дрездена. У 1799 емігрував до США. Свою першу роботу він знайшов незабаром після прибуття в щойно відкритий ботанічний сад поблизу Балтімора. Приблизно через рік він поїхав до Філадельфії і працював садівником у маєтку Семюеля Бека. З 1803 по 1805 рік він був садівником у великому маєтку Вудлендс. Тут він завів знайомство з Вільямом Бартрамом, сином ботаніка Джона Бартрама, і з преподобним Готхільфом Генрі Ернестом Муленбергом. Роками він вивчав місцеву флору і неодноразово надсилав знахідки до Європи для оцінки.
У 1805 році він працював над новою флорою Північної Америки за дорученням Бенджаміна Сміта Бартона і в цьому контексті також вивчав рослини, зібрані під час експедиції Льюїса і Кларка. Робота з Бартоном дозволила йому здійснювати далекі подорожі. У 1805 році він подорожував на південь від Меріленда до Кароліни, а в 1806 році на північ від гір Пенсільванії до Нью-Гемпшира. Він завжди ходив пішки, маючи з собою лише собаку та рушницю; таким чином він долав близько 3500 кілометрів на рік. Проєкт Бартона щодо флори не був опублікований, але Пурш, який оселився в Лондоні, зробив великий внесок у ботаніку цього континенту, опублікувавши в 1813 році свою працю Flora americae septentrionalis. Він повернувся до Америки та оселився в Канаді в 1816 році. Тут він теж багато зібрав, особливо навколо Квебеку. Однак ці колекції були знищені вогнем до того, як їх вдалося детальніше дослідити та опублікувати результати. Цей випадок долі настільки вразив Пурша, що він пристрастився до алкоголю і він помер у злиднях у Монреалі.

## Вшанування
На честь вченого названо рід Purshia DC. ex Poir. і кілька видів, зокрема: Frangula purshiana (DC.) A.Gray ex J.G.Cooper.

## Роботи
- Flora Americae septentrionalis, 1814